# Yin Yin
Juan Miguel Pablo Godoy Mendoza, más conocido como Yin Yin (Barcelona, 1 de abril de 1925-Petrópolis, 14 de agosto de 1943) fue oficialmente el sobrino de la poeta chilena Gabriela Mistral, a quien consideraba su madre.
Juan Miguel fue una persona extraordinariamente importante en la vida de Gabriela Mistral, y aún más importante después de la muerte del niño a la edad de diecisiete o dieciocho años. Aunque la poeta nunca contrajo matrimonio, parece que a inicios de 1926 logró satisfacer en parte sus anhelos de maternidad con la llegada de un niño que ella más tarde denominó como su sobrino, a quien cariñosamente llamó Yin Yin.
Los orígenes y vínculos de Yin Yin con Gabriela Mistral por años fueron y siguen siendo objeto de múltiples hipótesis. Aunque más información apareció con unos documentos notariales en el año 2007, dichos documentos no llegaron identificar ni confirmar las historias contradictorias sobre los progenitores de "Juan Miguel Godoy".

## Biografía

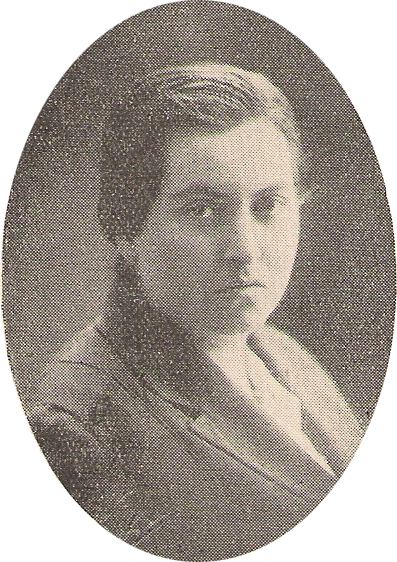
Gabriela Mistral en 1925, año en que Yin Yin supuestamente nació.

La inscripción en el Registro Civil de Barcelona indica que Juan Miguel nació en Barcelona el 1 de abril de 1925. La primera inscripción da solo el nombre y la firma de la española Marta Muñoz Mendoza como la madre; el nombre de Carlos Miguel Godoy Vallejos, supuestamente medio hermano de la poetisa, no sale hasta después, y no existe ningún documento que lleva una firma de Godoy Vallejos, a quien ninguno de los amigos o colegas afirma haber encontrado o conocido. En 1929, Gabriela Mistral temía que tras la repentina muerte de la madre por tuberculosis, este hermanastro, del paterno de Gabriela Mistral, decidió entregárselo porque ella vivía en la localidad francesa de Fontainebleau. Palma Guillén, la secretaria mexicana de Mistral, que vivía en Fontainebleau con Mistral en aquella época cuando trabajaba como consejera técnica del Instituto de Cooperación Intelectual de la Liga de las Naciones, aceptó cuidar del menor a cambio que su hermano se comprometiera a no reclamarlo jamás.
Juan Miguel acompañó a la poeta desde 1929 cuando ella vivió en la localidad francesa de Bedarrides: este año fue la primera vez que otras personas constataron, de forma contemporánea y documental, la presencia del niño en la vida de la poeta. Él vivió en el norte de Italia con institutrices, y asistió a una escuela italiana durante los muchos viajes de Mistral y de Palma Guillén, que tendría un rol importante en la crianza del niño. Mistral le llamó cariñosamente Yin Yin, que procede del término en hindi para «fiel».
La vida de Gabriela Mistral fue bastante peripatética. No vivieron ella y Juan Miguel bajo el mismo techo hasta un breve período en España. Cuando Palma Guillén volvió a estar al lado de Mistral en Madrid, en abril de 1934, ellas fueron juntas a Italia para recoger el niño de Italia. Él estuvo con Mistral desde junio de 1934 hasta octubre de 1935 en Madrid, cuando se trasladaron a Lisboa, donde él se quedó con Mistral hasta la vuelta de Palma Guillén a Europa a finales de 1936. Guillén asumió la responsabilidad de cuidarlo desde entonces hasta agosto de 1938: vivieron juntos en Copenhagen, donde Palma fue ministro plenipotenciario de México en Dinamarca, y después en Ginebra, donde ella ejerció una delegación de México ante la Liga de las Naciones. Cuando quedó claro que la Segunda Guerra iba a estallar, el niño fue a vivir con Mistral en Niza, en el sur de Francia donde quedaron hasta marzo de 1940 cuando, temiendo por la seguridad de su sobrino con el estallido de la Segunda Guerra Mundial, se trasladaron primero a Río de Janeiro y después a Petrópolis, Brasil. En aquel lugar conocieron, entre otros, a Stefan Zweig y su esposa, una pareja de judíos que trágicamente decidieron suicidarse en 1942. Esta pérdida fue lamentada profundamente por la poetisa.

### Fallecimiento
Pese a contar con un entorno privilegiado al ser el hijo de una diplomática, Yin Yin nunca logró adaptarse a la vida en Brasil. Según los relatos de Gabriela Mistral, habría sido acosado por sus compañeros de colegio y habría tenido problemas con algunos simpatizantes nazis.
El 14 de agosto de 1943, a los 18 años de edad, Yin Yin se suicidó ingiriendo arsénico. Al suicidarse, dejó una tímida nota:

«Querida mamá, creo que mejor hago en abandonar las cosas como están. No he sabido vencer. Espero que en otro mundo exista más felicidad».
 Yin Yin, 1943.

La muerte de Yin Yin generó un golpe brutal en el ánimo de Gabriela Mistral, que estuvo una semana en estado de shock.

«Nadie podrá entender mi espanto de hallarme a mi Yin Yin agonizando de arsénico. Nada, nada me había preparado para este golpazo. Y nada hubiera podido prepararme».
 Gabriela Mistral, Cuaderno de Petrópolis (1941-1945).

Gabriela Mistral nunca creyó en el suicidio de Juan Miguel. Afirmó siempre "Me mataron a mi hijo", aunque el informe médico señalaba lo contrario. Su dolor no tuvo límites, como lo demuestran las oraciones que escribió para que se rezara por él:

Mi pensamiento va a buscarte, niñito mío; él hace camino por encontrarte y quedar contigo
Es mi amor el que va en busca tuya; es la fidelidad de mi amor, chiquito mio
Mi espíritu desea quedarse contigo mientras mi cuerpo duerme,
Por abrazarte, por acariciarte, por sentirte y hacerte una larga compañía.

Inicialmente enterrado en el cementerio de Petrópolis, en 2005 los restos de Yin Yin fueron trasladados a Chile, siendo sepultados junto a los de Gabriela Mistral en Montegrande.

## Rumores sobre su origen
Durante muchos años, el origen de Yin Yin fue controvertido.
Doris Dana, albacea de Mistral, reveló a la prensa chilena en 1999 que Yin Yin habría sido en realidad hijo biológico de Mistral, producto de un romance fugaz de la poetisa con un hombre italiano cuya identidad nunca se reveló. Dana, sin embargo, no presentó ninguna prueba respecto a esta revelación.
En 2007 fueron publicados una transcripción de la inscripción de nacimiento de Juan Miguel ante el Juzgado Municipal de Barcelona (realizada en 1928, tres años después de su nacimiento) y el mandato de tutoría, dudosamente legal, realizado en 1932 ante el consulado de Chile en Nápoles. El mandato de tutoría donde Carlos Miguel Godoy cede la custodia completa de Yin Yin a Gabriela Mistral no lleva ninguna firma del supuesto Carlos Miguel Godoy. En efecto, todos estos documentos son afirmaciones no comprobadas de Mistral respecto al origen de Yin Yin como su sobrino.